# 赤托杰托赞
赤脱吉赞（藏語：ཐོག་རྗེ་ཐོག་བཙན，威利转写：Khri thog rje btsan，?—?），又译为赤托杰托赞、賜得脫贊、弃脫贊，《新唐书》作瘕悉董摩。按照藏族的传统他是吐蕃王朝第27任赞普，吐蕃王朝早期所谓下赞五王之四。